# الليالي (ألبوم)
الليالي هو الألبوم الرابع للفنانة اللبنانية نوال الزغبي، تم إصدار الألبوم في عام 2000 من قبل شركة روتانا